# Fellesferie
Als Fellesferie wird in Norwegen die gemeinsame Sommer-Ferienzeit bezeichnet, in der parallel Kindergärten, Schulen, viele Betriebe usw. geschlossen halten oder in minimaler Besetzung betrieben werden, so dass die Angestellten mit ihren Familienangehörigen oder Freunden Urlaub machen können. Der Anteil der Arbeitnehmer in den Branchen, die Fellesferie betreiben, ist rückläufig. Arbeitnehmer, die in einem Betrieb arbeiten, der im Sommer nicht für drei Wochen schließt, haben Anspruch auf drei Wochen Urlaub ohne Unterbrechung zwischen Anfang Juni und Ende September.